# Oberpurbach
Oberpurbach (oberfränkisch: Öwean-boawich) ist ein Gemeindeteil der Großen Kreisstadt Kulmbach im  Landkreis Kulmbach (Oberfranken, Bayern). Oberpurbach liegt in der Gemarkung Blaich.

## Geografie
Beim Dorf entspringt der Purbach, ein rechter Zufluss des Weißen Mains. Der Ort ist weitestgehend von Waldgebieten umgeben. Eine Gemeindeverbindungsstraße führt nach Oberndorf (1 km nördlich) bzw. nach Unterpurbach (1,4 km südlich).

## Geschichte
Der Ort wurde 1398 als „Purckpach“ erstmals urkundlich erwähnt. 1401 wurde er „Purbach“ genannt, 1417 „Oberen Burbach“. Der ursprüngliche Gewässername verweist auf eine Burg. Von dieser sind allerdings keinerlei Überreste mehr vorhanden. In sämtlichen Belegen zu dem Ort gibt es dazu ebenfalls keinerlei Hinweise.
Gegen Ende des 18. Jahrhunderts bestand Oberpurbach aus 9 bewohnten Anwesen. Das Hochgericht übte das bayreuthische Stadtvogteiamt Kulmbach aus und hatte zugleich die Dorf- und Gemeindeherrschaft. Grundherren waren das Kastenamt Kulmbach (1 Höflein, 1 unbebautes Höflein, 1 Söldengut), der Markgräfliche Lehenhof Bayreuth (1 Gütlein), das Stiftskastenamt Himmelkron (1 Gut), das Rittergut Kirchleus (1 Dreiviertelhof, 1 Viertelhof, 2 Güter) und das Bürgerhospital Kulmbach (1 Höflein).
Von 1797 bis 1810 unterstand der Ort dem Justiz- und Kammeramt Kulmbach. Mit dem Gemeindeedikt wurde Oberpurbach dem 1811 gebildeten Steuerdistrikt Kauerndorf und der 1812 gebildeten gleichnamigen Ruralgemeinde zugewiesen. 1818 erfolgte die Überweisung an die neu gebildete Ruralgemeinde Blaich. Am 1. Januar 1902 wurde Oberpurbach nach Kulmbach eingegliedert.

### Einwohnerentwicklung
| Jahr      | 001818 | 001861 | 001871 | 001885 | 001900 | 001925 | 001950 | 001961 | 001970 | 001987 |
| Einwohner | 37     | 44     | 41     | 38     | 49     | *      | *      | *      | 49     | 41     |
| Häuser    | 6      |        |        | 6      | 6      | *      | *      | *      |        | 13     |
| Quelle    | [ 8 ]  | [ 11 ] | [ 12 ] | [ 13 ] | [ 14 ] | [ 15 ] | [ 16 ] | [ 17 ] | [ 18 ] | [ 1 ]  |

## Religion
Oberpurbach ist seit der Reformation evangelisch-lutherisch geprägt und nach St. Petrus (Kulmbach) gepfarrt.